# 캐나다 전자 프런티어 협회
캐나다 전자 프런티어 협회 (Electronic Frontier Canada, EFC)는 캐나다의 온라인 시민 단체이다. 1994년 새로운 컴퓨팅 환경에서의 통신, 정보 권리의 보호를 위해 설립되었다. 전자 프론티어 재단 (EFF)와 함께 유사한 목적의 활동을 한다. EFF가 주로 미국에서 활동한다면 캐나다 전자 프런티어 협회는 캐나다에서 활동한다.

## 같이 보기
- 전자 프론티어 재단 (EFF)
- 사이버스페이스 독립선언문